# Jazzpar-Preis
Der dänische Jazzpar-Preis war bis 2005 der international bedeutendste Jazzpreis. Mit seinen Konzerten der Preisträger, den diese dokumentierenden CDs, der Überreichung einer Bronzestatue und der Preissumme von 200.000 Dänischen Kronen darf dieser Musikpreis als eine Art Nobelpreis des Jazz gelten. Der Preis wurde alljährlich an eine international anerkannte und aktive Musikerpersönlichkeit vergeben, die eine breitere Beachtung verdient.
Die Preisträger sind:
- 1990 Muhal Richard Abrams
- 1991 David Murray (The Jazzpar Prize)
- 1992 Lee Konitz
- 1993 Tommy Flanagan
- 1994 Roy Haynes
- 1995 Tony Coe
- 1996 Geri Allen
- 1997 Django Bates
- 1998 Jim Hall
- 1999 Martial Solal
- 2000 Chris Potter
- 2001 Marilyn Mazur
- 2002 Enrico Rava
- 2003 Andrew Hill
- 2004 Aldo Romano

Aufgrund des Ausfalls des früheren Hauptsponsors (Skandinavisk Tobakskompagni) sind die Jazzpar-Aktivitäten im April 2005 zum Erliegen gekommen.